# 常山下層文化
常山下層文化，新石器時代晚期的古人類文化，活動區域位於中華人民共和國甘肅省至於寧夏一帶，存在時間距今約4900年至4800年間。於1979年中国社会科学院考古研究所挖掘甘肅省慶陽縣常山村的常山遺址而得名。年代約在仰韶文化晚期至龍山文化初期之間，接續在馬家窑文化之後。在常山文化之後，出現了齊家文化。

## 概論
常山下層文化最初在常山遺址發掘，之後也出現在大地灣遺址的第五期。接續在馬家窑文化之後，與之後的齊家文化關係緊密，文化類型與仰韶文化廟底溝類型以及客省庄第二期文化（又稱陝西龍山文化）皆有相近之處。考古學者胡謙盈將它命名為常山下層文化。
中華人民共和國學者俞偉超等人認為，常山下層文化與馬家窯文化、齊家文化皆由先周的羌戎集團創造。